# 埃塞俄比亚人
埃塞俄比亚人口非常多样。大多数人说闪米特语或庫希特語。英语是最广泛使用的外语，在所有的中学里教授。小学里曾教阿姆哈拉语，但在很多地区被用当地语言，比如奧羅莫語和提格利尼亞語代替。
其中的阿姆哈拉人、提格雷尼亚人等统属于哈比沙人。